# Cantón de Coñac-Sur
El cantón de Coñac-Sur era una división administrativa francesa, que estaba situada en el departamento de Charente y la región de Poitou-Charentes.

## Composición
El cantón estaba formado por ocho comunas:
- Ars
- Châteaubernard
- Coñac
- Gimeux
- Javrezac
- Louzac-Saint-André
- Merpins
- Saint-Laurent-de-Cognac

## Supresión del cantón de Coñac-Sur
En aplicación del Decreto nº 2014-195 de 20 de febrero de 2014, el cantón de Coñac-Sur fue suprimido el 22 de marzo de 2015 y sus 10 comunas pasaron a formar parte; nueve del nuevo cantón de Coñac-2 y una del nuevo cantón de Coñac-1.